# Calzadilla (kommunhuvudort)
Calzadilla är en kommunhuvudort i Spanien.   Den ligger i provinsen Provincia de Cáceres och regionen Extremadura, i den centrala delen av landet, 240 km väster om huvudstaden Madrid. Calzadilla ligger 356 meter över havet och antalet invånare är 476.
Terrängen runt Calzadilla är lite kuperad. Runt Calzadilla är det glesbefolkat, med 12 invånare per kvadratkilometer. Närmaste större samhälle är Coria, 8,4 km söder om Calzadilla. Omgivningarna runt Calzadilla är huvudsakligen savann.